# Universitet

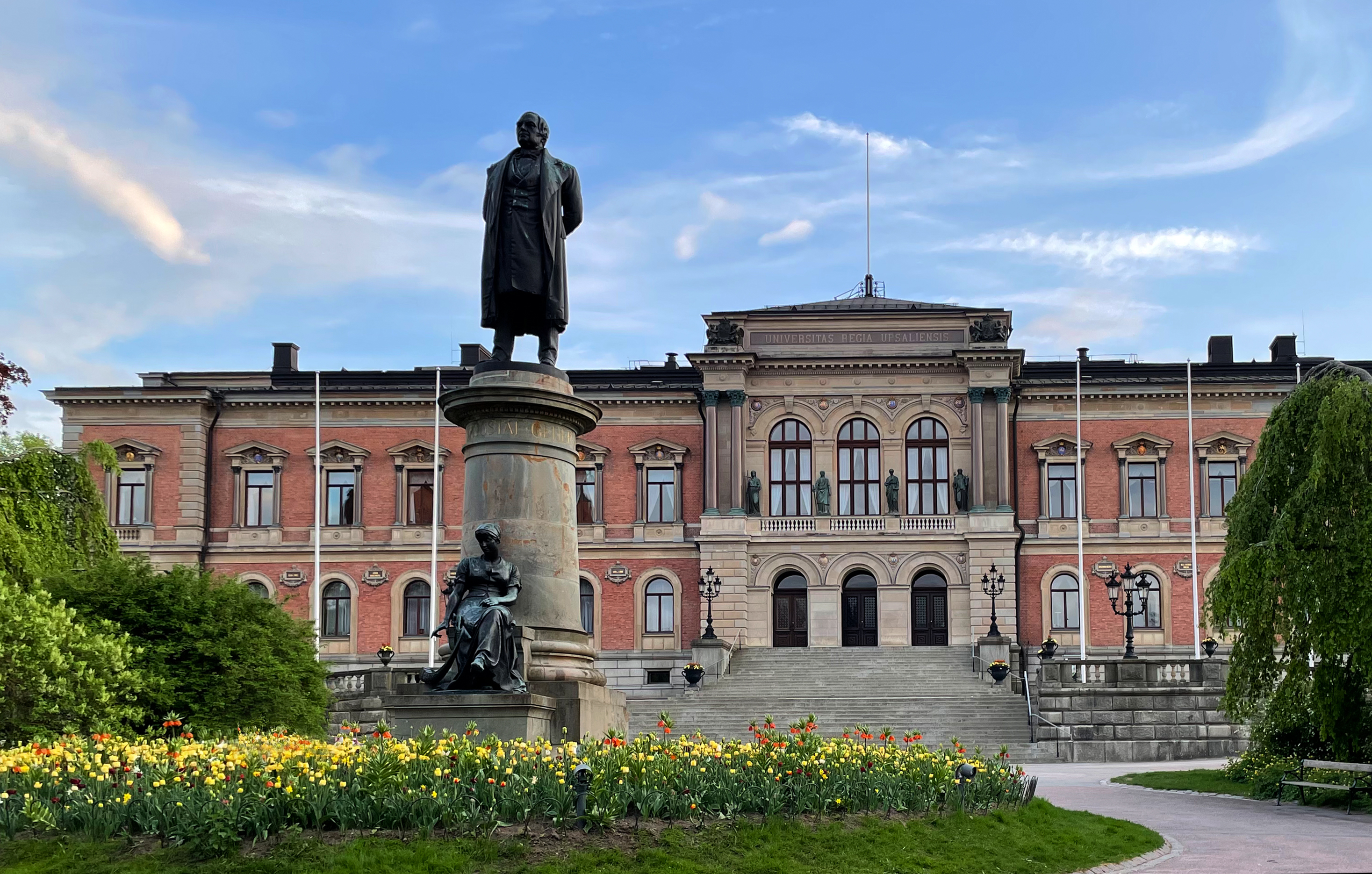
Uppsala universitet grundades 1477 och är det äldsta i Sverige. Det tillhör också Coimbragruppen.

Universitet är ett högre lärosäte med forskning och utbildning. I Sverige har det administrativt motsvarats av att lärosätet tilldelats minst två vetenskapsområden (fakulteter); ett högre lärosäte i Sverige med utbildning och forskning inom endast ett område har brukat benämnas högskola. Sedan 2010 är vetenskapsområdena avskaffade, och det är numera regeringen som beslutar om en statlig högskola har rätt att kalla sig universitet. Den äldre fakultetsindelningen har inte längre någon betydelse i Sverige.
Ordet universitet kommer etymologiskt sett från latin, universitas, helhet eller samfund, och är i detta perspektiv en förkortning av universitas magistrorum et scholarium, samling av mästare och lärjungar. Detta har dylika lärosäten kallats sedan 1200-talet. Dessförinnan kallades de i den latinskspråkiga delen av den medeltida världen studium generale.

## Historik

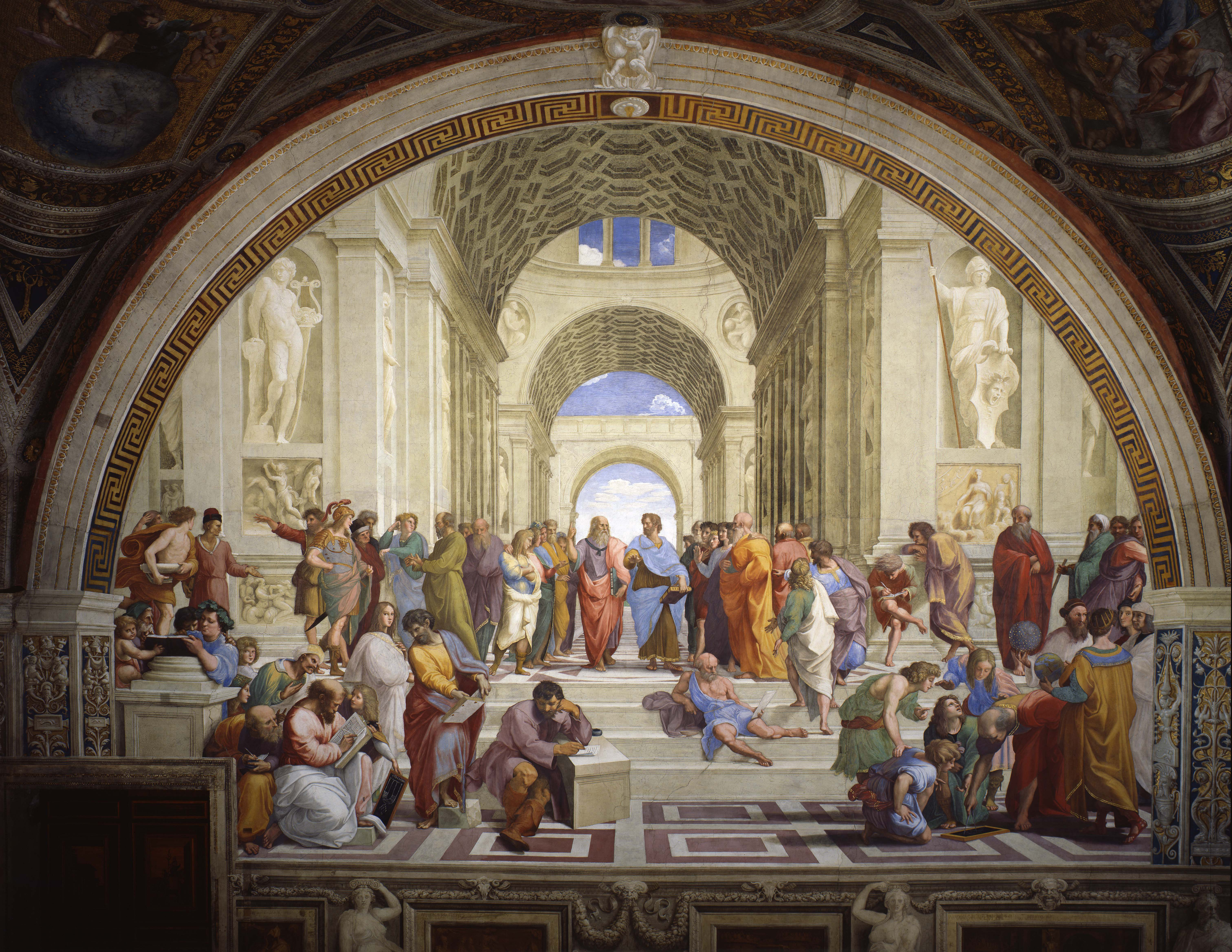
Skolan i Aten (1509-1510) av Raffaello Sanzio, fresk i Apostoliska palatset i Vatikanstaten.

### Förebilder
Förebilden för de europeiska universiteten kommer från antiken och Platons akademi. Den grundades i en lund nordväst om Aten 387 f.Kr. och liknade pythagoreernas skolor i Syditalien, som Platon besökt. Ordet akademi kom från att denna lund var förknippad med Akademos. Akademin fortlevde i 900 år, tills kejsar Justinianus I stängde den 529 e.Kr. Studierna, som varade i tio år, utgjordes av huvudämnena aritmetik, två- och tredimensionell geometri, astronomi och akustik eller harmonik. Syftet var framför allt att träna de praktiska färdigheterna, i stället för att lära ut kunskap, och att eleverna skulle förstå sambanden i naturen.
Den antika grekisk-romerska undervisningen behandlade på grundnivå modersmålet jämte litteraturläsning och grammatik. Den högre undervisningen hade ytterligare två ämnen: retorik och dialektik (filosofi). I Aten hade man sedan gammalt fyra filosofiska skolor:den platonska, den aristoteliska eller peripateiska, den stoiska och den epikureiska. Dessa fungerade i grunden som ekonomiska korporationer, och var fria anstalter som vilade på privata donationer.
En annan viktig förebild till det moderna universitetet är universitetet i Gundishapur i Persien som hade internationell inriktning och sekulär grund.
Universitetet i Konstantinopel är ett av de äldsta universiteten, samt Taxila, Nalanda, universitetet i Ratnagiri och Al-Azharuniversitetet i Egypten.

### Medeltiden
Universitetet anses allmänt som en formell institution som har sitt ursprung i den medeltida kristna traditionen. Den europeiska högre utbildningen ägde under hundratals år rum i kristna katedralskolor eller klosterskolor, där munkar och nunnor undervisade.
Att säkert fastställa vilket universitetet som är äldst i världen innebär flera svårigheter. För det första gäller det att avgöra vad som krävs för att ett lärdomssäte rätteligen ska benämnas så, och för det andra att utreda hur ordet universitet har hängt samman med denna institution. Länge tillskrevs Karl den store och dennes Alkuin äran att ha grundat det första universitetet, nämligen Paris universitet, med Platons akademi i Aten som förebild. Så skriver till exempel Montesquieu i Persiska brev. Ungefär samtidigt skulle den store monarken enligt italienare ha grundat universitetet i Pavia. Det var mycket prestige på spel för ett land att ha det äldsta universitetet i världen, det märks inte minst genom att oerhört många har försökt besvara denna fråga, och de kontroverser mellan olika nationer som sprungit fram ur detta forskande. Numera är det helt avpolletterat att universitetet i Paris skulle vara äldst; den palatsskola som Karl den store lät instifta i Aachen kan inte sägas vara ursprunget till den nuvarande institutionen i Paris (man trodde förr att palatsskolan var mobil och följde hovet). I likhet med andra europeiska lärdomssäten har universitet i Paris vuxit fram ur en katedralskola, den i Notre-Dame de Paris. Man beräknar att detta universitet tillkom omkring 1100.
Universiteten som institutioner, med den betydelse ordet har idag, grundades under medeltiden. Universiteten uppstod som samfund av yrkeslärda, vars stånd då bildades vid sidan av samhällets gamla stånd. De motsvarade alltså hantverkarnas och köpmännens skrån och gillen. Deras sysselsättning utgjordes av artes liberales i motsats till hantverkarnas artes illiberales.
Säkert kan sägas att karolingerna grundade ett universitet i Noyon, Brexgata 798. 849 grundades ett nytt universitet i Konstantinopel av Bardas, universitetet av Magnaura, och därefter grundades universitetet i Salerno och sedan universitetet i Bologna. Det var katolska kyrkan som inrättade de första europeiska universiteten, och det var vanligt att dessa uppstod som omorganisationer av redan existerande skolor, som med påvligt godkännande gavs rätt att ge högre undervisning. Klostren var före detta ett centrum för utbildning.
Vid mitten av 1100-talet visade det sig vid de mest besökta skolorna, framför allt de i Bologna och Paris, nödvändigt att skapa en fast ordning för skolverksamheten och disciplinen. På så sätt bildades samfund, Universitates, skolmenigheter som blev ställda i motsats till stadsmenigheten. Samfunden möjliggjorde en självständig förvaltning av de egna angelägenheterna och gav de främmande lärda som bodde i staden det skydd som staden tillförsäkrade sina borgare, framför allt ett säkert rättsskydd avpassat för deras förhållanden.
Under medeltiden hade universiteten fyra fakulteter. Dessa var: teologi, juridik, medicin samt filosofi. Filosofistudierna grundades på sju huvudämnen, de sju fria konsterna: grammatik, retorik, dialektik, musik, aritmetik, geometri och astronomi. Grammatik, retorik och dialektik ingick i skolans första avdelning, trivium, som sattes högst i betydelsen att den var en förutsättning för de andra studierna. Dessa kretsade alla kring talkonsten - där kunskap uppstod i nuet i och med att de framfördes. Först av allt sattes studiet av grammatiken. Den högre avdelningen, quadrivium, bestod av de övriga ämnena. Quadrivium härleddes ur logiken och innebar kunskap som existerar utan sinnesupplevelser.
Allt efter lärarens personliga kunskaper bedrevs vid vissa skolor företrädesvis humanistiska, vid andra filosofiska studier. Medicinska studier bedrevs endast på några platser, såsom Salerno och Montpellier, och den romerska rätten studerades företrädesvis vid Italiens skolor, som mer hade karaktär av fackskolor. I Tyskland, England och särskilt i Frankrike och Burgund bildade sig en krets av lärda som hade till sitt levebröd att undervisa, medan lärarverksamheten på vissa ställen i Italien hade bibehållit sig sedan den romerska tiden.

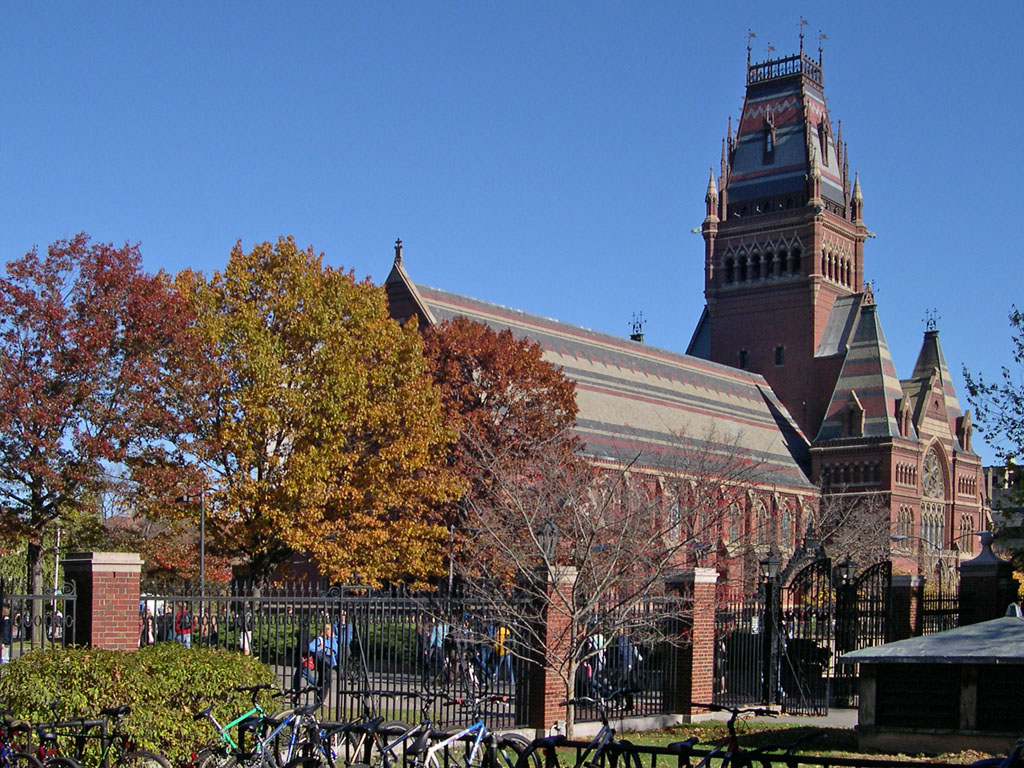
Harvarduniversitetet i Cambridge, Massachusetts, grundades år 1636. Det är USA:s äldsta universitet.

### Anglosaxisk universitetsmodell
För den engelske 1800-talskardinalen John Newman var universitetets syfte att ”förbereda [studenten] för att fylla varje post med heder och bemästra varje ämne”. Citatet är hämtat från hans ”The Idea of a University” från 1852, en bok som skrevs som en del av förberedelserna för upprättandet av ett katolskt universitet på Irland. Texten var emellertid helt präglad av ett universitetsideal hämtat från Oxford. Det är dock troligt att Newman, som tvingats lämna sitt universitet som och var i full färd med att förbereda upprättandet av ett nytt i samma anda men präglat av hans egen tro, artikulerade detta ideal betydligt tydligare än vad som någonsin gjorts av de lärare som levde och verkade där hela sitt liv.
Enligt Newmans – och Oxforduniversitetets – synsätt handlade universitetsutbildning inte om att lära ut specifika yrkesfärdigheter. Att bedriva forskning eller ens forskningsanknuten undervisning hörde heller inte till huvudsyftet. I stället handlade det om en fostran som i stor utsträckning utgick ifrån den grekiska klassiska litteraturen och som innebar mer än bara utbildning i vår moderna mening. Universiteten i Oxford och Cambridge hade även under 1800- och 1900-talen lagt en större tonvikt på den uppfostrande aspekten och till och med uppfattat sig stå i föräldrarnas ställe – in loco parentis – under utbildningstiden. Detta hade lett till en mera allomfattande rolluppfattning hos universitetens verksamheter så att dessa innefattat även stora delar av studenternas fritid. 
Även om såväl inställningen till forskning som studenternas genomsnittsålder förändrats dröjer sig den uppfostrande ambitionen fortfarande ofta kvar. I Oxford och Cambridge, liksom vid de många universitet som inspirerats av dem, bor studenterna än i dag mycket riktigt i stor utsträckning i anslutning till de college de är medlemmar i och som även håller i huvuddelen av undervisningen.
Även om Irland aldrig blev platsen för något katolskt Oxford har Newmans ”The Idea of a University” ändå varit en betydande inspirationskälla för universitetsväsendets senare utveckling. I The Modern University and Its Discontents (Cambridge University Press, 475 s) beskriver den amerikanske historikern Sheldon Rothblatt universitetstankens idéhistoria i framför allt den anglosaxiska världen med utgångspunkt i Newmans bok. Bakom de moderna universitetens ideal står emellertid en mängd olika influenser av vitt skilda ursprung. 

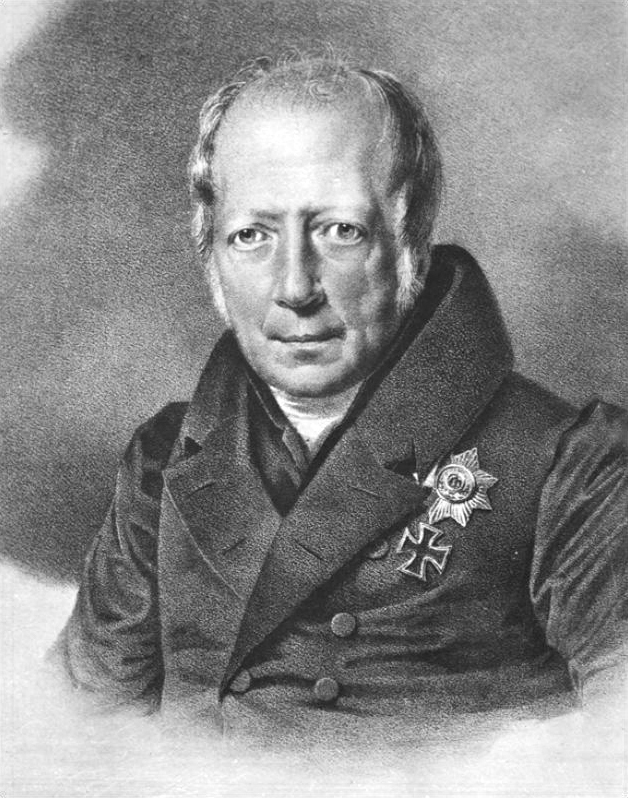
Wilhelm von Humboldt, grundare av det första moderna forskningsuniversitetet.

### Tysk universitetsideologi
Mot Newmans idé ställer Rothblatt bland annat den tyska universitetsideologi som formulerades av framförallt Wilhelm von Humboldt, verksam under början av 1800-talet. Där ligger tonvikten i betydligt högre grad på ämneskunskaper och forskningsanknytning. Till Humboldtmodellen hör också en mycket stark ställning för professorerna vid de olika ämnesinstitutioner som hade vuxit fram vid samma tid. En annan grundpelare är Lern- und Lehrfreiheit. Enligt denna princip präglades utbildningen av lärarnas frihet att undervisa om vad de med ledning av sin forskarkompetens ansåg mest centralt och riktigt (Lehrfreiheit) och studenternas motsvarande frihet att ta del av föreläsningar och övrig undervisning efter eget gottfinnande (Lernfreiheit). Inte ens det tyska kejsardömets mest ledande lärosäten svarade för studenternas fritid eller uppfostran. De studentverksamheter som karaktäriserar de tyska universiteten – alltifrån kejsardömets aristokratiska fäktklubbar till dåtidens och samtidens politiska studentgrupper – har följaktligen varit oberoende sammanslutningar. 

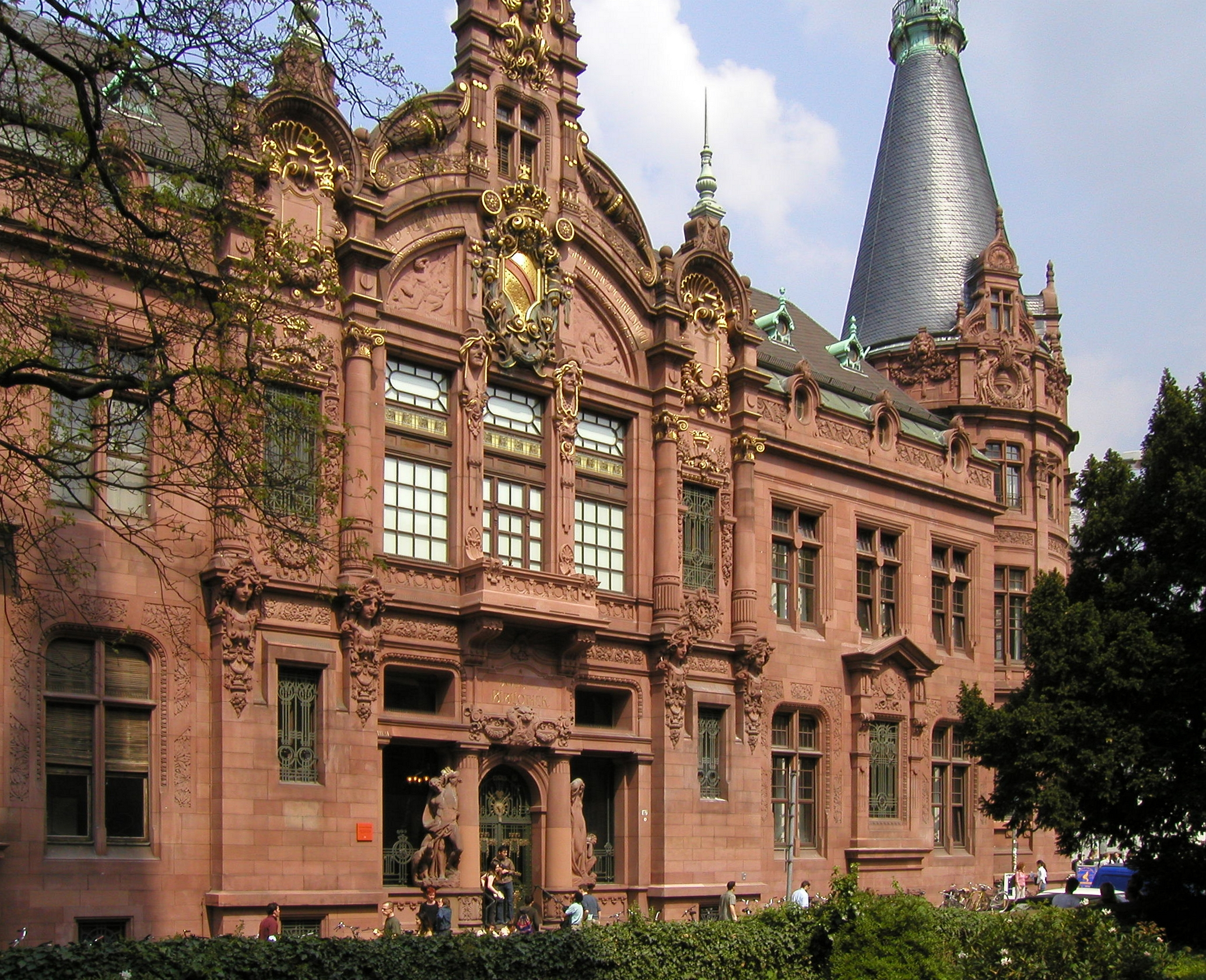
Heidelbergs universitet, äldsta tyska universitetet.

Även i den anglosaxiska världen har idealet med forskningsanknytning slagit igenom med tiden. Detta gäller inte minst i Oxford som ju är känt för de eminenta forskningsmiljöer som utvecklats där sedan Newmans dagar. Man kan emellertid spåra en uppfostrande aspekt som är starkare där än vid mera Humboldtinspirerade universitet. Vid den anglosaxiska världens universitet läggs fortfarande stor tonvikt på bland annat individuell handledning så att samma akademiska handledare ofta följer varje student genom hela utbildningen som allmän vägledare och förebild. Ämnen som retorik och skriftlig framställning har också en helt annan position där än vid den europeiska kontinentens mer tyskt inspirerade universitet. I USA är den uppfostrande aspekten emellertid särskilt markant i den inledande collegenivån. Sociologen Martin Trow har lanserat tanken att den tydliga skillnaden mellan undergraduates och graduate students kan ha något att göra med att universitetsväsendet i USA etablerades innan landet hade ett helhetssystem för utbildningsnivåer motsvarande grundskola och gymnasium. Att denna mellannivå kommit att etableras innebär emellertid också att den klassiska bildningen länge hade en tämligen stark ställning bland välutbildade amerikaner.
Det svenska systemet låg från början mycket nära det tyska med en tydlig betoning på forskningsanknytning och specialistutbildning. Även i fråga om studentaktiviteter låg de tidiga svenska universiteten mycket närmare den tyska modellen. Uppsalas nationer hade visserligen flera drag som påminde om Oxfords och Cambridges colleges: exempelvis svarade de för såväl bibliotek som för gemensamma matsalar och bostäder, däremot hade de aldrig någon roll i undervisningen. Denna styrdes i stället nästan helt av professorerna. Under 1900-talet inträdde emellertid ett nytt skede i de svenska universitetens utveckling, nämligen integrationen av dem i ett större statligt system. Vetenskapsteoretikern Aant Elzinga har beskrivit resultatet som ett enhetligt ”University of Sweden” under ledning av en gemensam universitetskansler, ett gemensamt centralkansli (Universitetskanslersämbetet, sedermera Universitets- och högskoleämbetet) och med kurs- och forskningsplanering styrda av riksdag och regering. Rikets samtliga professorer utsågs sedan gammalt av Kungl. Maj:t.

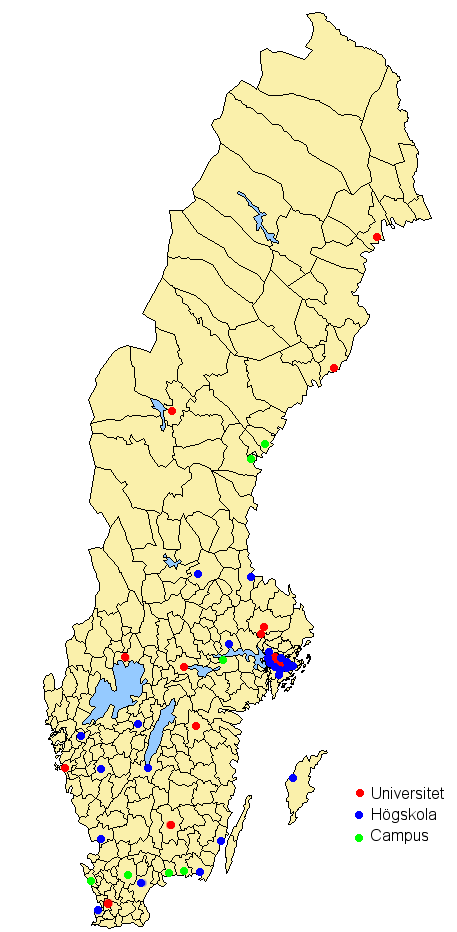
Sveriges universitet och högskolor 2009.

## Universitet i svensktalande länder

### Sverige
Huvudartikel: Högskolor och universitet i Sverige.

### Finland
Se lista över universitet i Finland för en komplett förteckning.

#### Svenskspråkiga universitet i Finland
- Aalto-universitetet – tvåspråkigt
- Helsingfors universitet – tvåspråkigt
- Konstuniversitetet – tvåspråkigt
- Svenska handelshögskolan i Helsingfors och Vasa – svenskspråkig
- Åbo Akademi - svenskspråkig

### Estland
Se nedan.

## Universitet i världen
- Australien

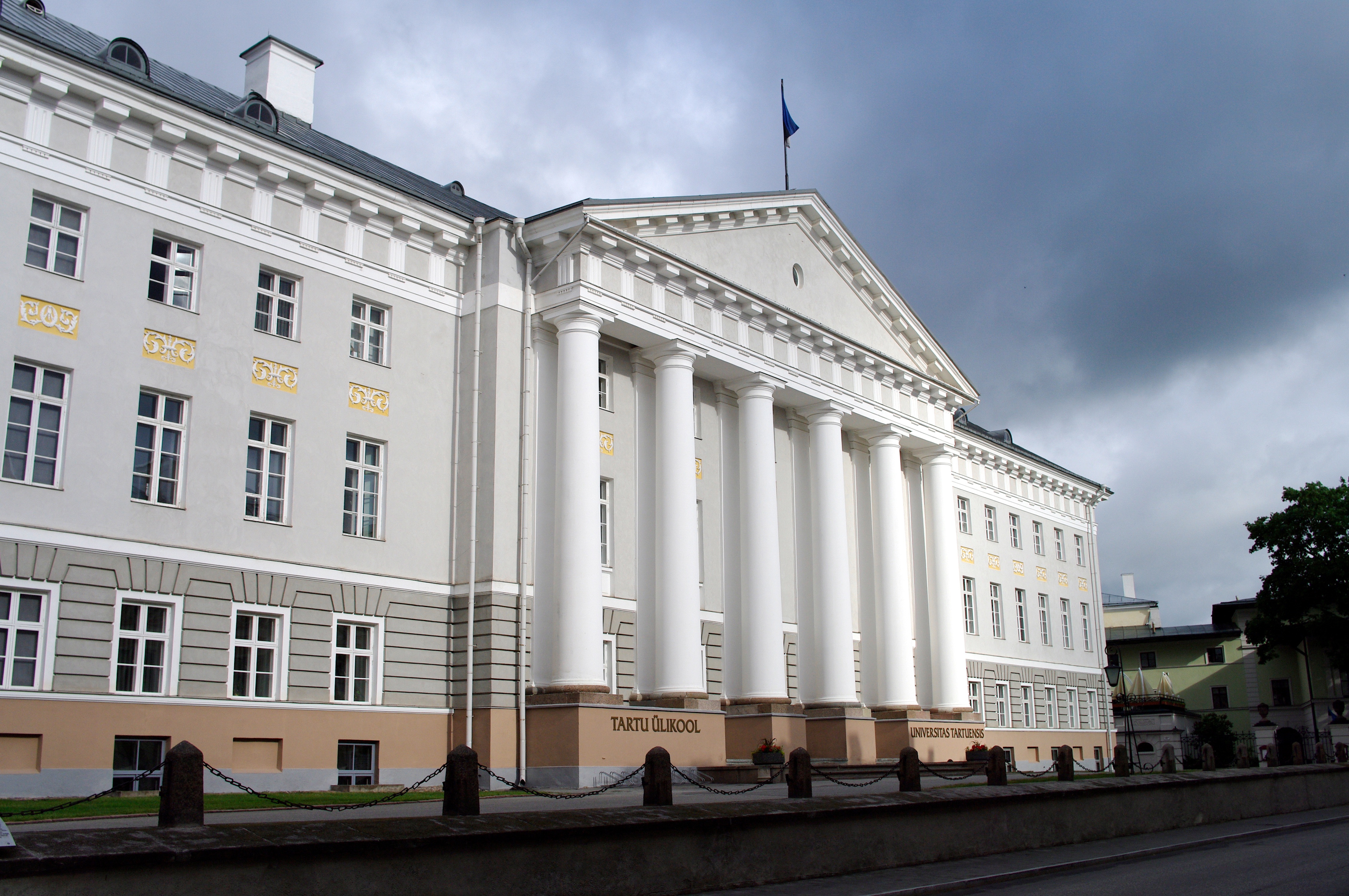
Den nuvarande huvudbyggnaden vid Tartu universitet (som grundades på 1600-talet) byggdes på 1800-talet.

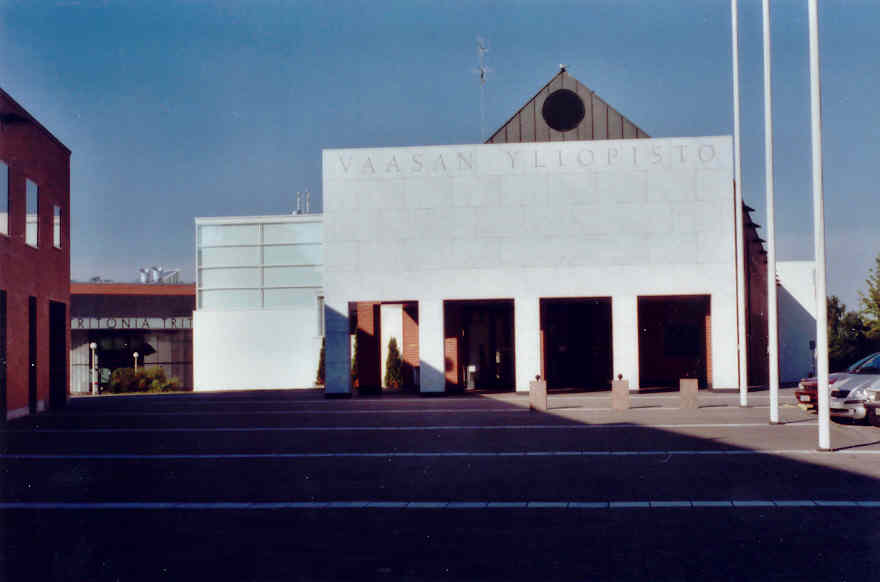
Vasa universitet i Vasa, Finland.

  - Lista över universitet i Australien

- Danmark
  - Lista över danska universitet (danska)

- Estland
  - TÜ, Tartu Ülikool, Tartu universitet
  - TLÜ, Tallinna Ülikool Tallinns universitet
  - TTÜ, Tallinna Tehnikaülikool, Tallinns tekniska universitet
  - International University Audentes, Tallinn
  - Estonian Business School, Estonian Business School, Tallinn
  - Eesti Muusika- ja Teatriakadeemia, Estlands Musik- och Teaterakademi, Tallinn[död länk]
  - Eesti Kunstiakadeemia, Estlands Konstakademi, Tallinn
  - Akadeemia Nord, Tallinn

- Frankrike
  - Lista över franska universitet (engelska)
  - Lista över franska universitet (franska)
- Italien
  - Lista över italienska universitet (italienska)
  - Universitetet i Bologna är Europas äldsta universitet grundat 1088.
  - Universitetet i Florens
  - Universitetet i Siena
  - La Sapienza, Universitetet i Rom.
  - Università degli studi di Roma Tor Vergata, Roma due, Universitetet i Rom.
  - Università degli studi Roma Tre, Roma tre, Universitetet i Rom.
- Ghana
  - University of Cape Coast
  - University of Ghana, Accra grundat 1948
- Norge
  - Lista över universitet i Norge
- Polen
  - Jagellonska universitetet
  - Universitetet i Szczecin
  - Universitetet i Warszawa
  - Universitetet i Wrocław
  - Zielona Góras universitet
- Portugal
  - Universidade de Coimbra grundat 1290 se Coimbra-gruppen
- Spanien
  - I Spanien har varje provins (minst) ett allmänt universitet. Lista över spanska universitet (spanska)
- Storbritannien
  - University of Cambridge
  - University of Oxford
  - University of Birmingham
- Tyskland
  - Freie Universität Berlin
  - Humboldt-universitetet i Berlin
  - Heidelbergs universitet
- USA
  - Lista över universitet i USA
  - University of Florida
- Österrike
  - Universitet i Österrike